# Commission Napoléon II
Cent-Jours
Gouvernement des Cent-Jours Ministère Talleyrand
La Commission Napoléon II est la commission de gouvernement qui du 23 juin au 7 juillet 1815 gouverne au nom de l'empereur Napoléon II et du peuple français. Elle prend parfois le nom de Commission exécutive, dans la presse de l'époque.

## Composition
- Président de la Commission de gouvernement : Joseph Fouché
- Membre de la Commission de gouvernement : Lazare Carnot
- Membre de la Commission de gouvernement : Paul Grenier
- Membre de la Commission de gouvernement : Armand Augustin Louis de Caulaincourt
- Membre de la Commission de gouvernement : Nicolas-Marie Quinette de Rochemont
- Ministre des Affaires étrangères (par intérim) : Louis Pierre Édouard Bignon
- Ministre des Finances : Martin Michel Charles Gaudin
- Ministre du Trésor : Nicolas François Mollien
- Ministre de l'Intérieur (par intérim) : Claude Marie Carnot de Feulins
- Ministre de la Police (par intérim) : Joseph Pelet de la Lozère
- Ministre de la Justice (par intérim) : Antoine Jacques Claude Joseph Boulay de la Meurthe
- Ministre de la Marine et des Colonies : Denis Decrès
- Ministre de la Guerre : Louis Nicolas Davout
- Secrétaire du gouvernement : Théophile Berlier

## Historique
La Commission de gouvernement se met en place à la fin des Cent-jours après l'abdication de l'empereur Napoléon Ier le 22 juin 1815, par l'arrêté du 23 juin qui fixe ses membres, et que la Chambre des représentants entérine.
Cette Commission trouve son origine dans l'acte d'abdication : « Ma vie politique est terminée, et je proclame mon fils, sous le titre de Napoléon II, empereur des Français. Les ministres actuels formeront provisoirement le conseil de Gouvernement ; l'intérêt que je porte à mon fils, m'engage à inviter les Chambres à organiser sans délai la Régence par une loi. ». Mais à peine installée, la Commission ne respecte qu'en partie la délégation de souveraineté : à partir du 26 juin, à la suite d'un arrêté, elle rend tous ses actes « au nom du Peuple français », sans faire référence explicitement à Napoléon II, même si la référence à l'Empire perdure (Cambacérès vise les lois promulguées en tant qu'Archichancelier de l'Empire).
Durant les jours qui suivent l'abdication de Napoléon, la Chambre des représentants connaît des débats très vifs. Le représentant Dupin, en particulier, s'oppose à la reconnaissance de Napoléon II. Dès le 25 juin, Napoléon s'était retiré, depuis l’Élysée, à la Malmaison, gênant moins les membres de la Commission de gouvernement dans les décisions politiques à prendre, en particulier vis-à-vis de cette hypothétique régence à établir. Fouché attache à l'ex-empereur le général Beker afin de s'assurer que Napoléon applique son projet de partir pour les États-Unis et quitte rapidement la région parisienne. Après avoir proposé à la Commission de gouvernement de se mettre à la disposition de l'armée comme simple particulier, Napoléon prend la direction de Rochefort le 29 juin 1815 où il arrive le 3 juillet. Fouché enjoint aux autorités locales du département de Charente-Inférieure de tout faire pour que Napoléon s'embarque à bord d'une des frégates mises à sa disposition.
Le 27 juin, Fouché écrit une lettre à Wellington, pour l'assurer de la volonté de paix du nouveau gouvernement, et de sa position politique : « La République nous a fait connaître l'excès de la liberté, l'Empire, l'excès du despotisme. Notre vœu aujourd'hui (et il est immuable) est de nous tenir à une égale distance de ces deux excès. [...] Dès que le traité sera signé du prince appelé à régner sur nous, le souverain recevra le sceptre et la couronne des mains de la nation ».
La Commission de gouvernement déclare Paris en état de siège le 28 juin 1815, alors que les troupes britanniques et prussiennes, victorieuses à Waterloo, s'approchent de la capitale et menacent le régime impérial. Par ailleurs, l'annonce de la défaite de Napoléon ravive l'opposition royaliste dans tout le pays et des émeutes sanglantes apparaissent, prémices de la Terreur blanche, tel le massacre des mamelouks et d'autres militaires à Marseille, le 25 juin 1815. Le 1er juillet se déroule la dernière bataille de l'Empire, à Rocquencourt, qui se traduit par un succès français face aux Prussiens, mais qui ne retarde que de quelques jours l'entrée des troupes alliées dans Paris. Le 3 juillet, Davout, ministre de la Guerre, signe la convention d'armistice établie à Saint-Cloud, par laquelle l’armée française doit se retirer derrière la Loire.
Paris est évacuée le 6 juillet et le lendemain, les troupes prussiennes s'installent dans la capitale, jusque dans les jardins des Tuileries. Cette situation provoque l'ajournement des séances de la Chambre des représentants, dernier vestige du régime impérial des Cent-Jours. La Commission de gouvernement se sépare le même jour, 7 juillet 1815, considérant également que l'occupation des Tuileries par les troupes étrangères ne permet plus d'assurer des délibérations libres. Louis XVIII entre à Paris le 8 juillet, après avoir reçu l’allégeance de Fouché, qui s'était porté au devant de lui à Saint-Denis.
Louis XVIII charge Talleyrand de former un ministère à la place de la défunte Commission de gouvernement.

## Sources
- Site Gallica de la BNF : Bulletin des lois, second semestre de l'année 1815, consulté le 05/08/2012